# Biblioteca comunale centrale Antonio Tiraboschi
La Biblioteca Antonio Tiraboschi è una biblioteca situata nel centro di Bergamo.
Inaugurata inizialmente nel 1975 come piccola biblioteca del quartiere "San Tomaso", in un edificio dell'inizio del XX secolo (ex mercato ortofrutticolo, progettato da Ernesto Pirovano), venne intitolata nel 1986 al linguista e storico bergamasco Antonio Tiraboschi.
Al centro di un progetto di ampliamento e rivalutazione, nel 2004 il progetto architettonico venne affidato all'architetto ticinese Mario Botta che sviluppò un edificio dal forte carattere moderno e del tutto calato sui tratti distintivi del proprio stile come l'utilizzo di rivestimenti in mattoni e l'alternanza di queste superfici piene con ampie vetrate dalle forme stilizzate, ravvisabili anche in altri suoi progetti.
L'inaugurazione avvenne in data 1º giugno 2004: la superficie totale usufruibile dal pubblico è pari a 2.500 metri quadrati disposti su cinque piani, con circa 500 posti a sedere.
La biblioteca raccoglie un totale di 152.820 libri (dei quali 45.000 a scaffale aperto).